# Dorylaeum
Dorileo (in greco Δορύλαιον?, in latino Dorylaeum) è stata un'antica città dell'Anatolia; le sue rovine si trovano oggi presso la città turca di Eskişehir.
La città visse originariamente sotto i Frigi ma deve essere stata molto più antica. Fu un posto di commercio nel periodo romano e una diocesi nel corso dell'Impero bizantino. Dopo la battaglia di Manzikert nel 1071 fu conquistata dai Turchi selgiuchidi.
Dorileo fu il sito in cui si combatterono due battaglie nel corso delle Crociate. Nel 1097, durante la Prima Crociata, i guerrieri cristiani - partiti da Costantinopoli alla volta della Siria/Palestina - sgominarono i Selgiuchidi di Rum, cogliendo così la loro prima importante vittoria. Durante la Seconda Crociata qui avvenne la grave sconfitta che portò di fatto alla fine del contributo tedesco alla Crociata.
L'Imperatore bizantino Manuele I Comneno fortificò Dorileo nel 1175, ma secondo alcune fonti, i Turchi la conquistarono nel 1176 dopo la battaglia di Myriokephalon. Tuttavia, lo storico bizantino dell'epoca, Niceta Coniate riferisce che Manuele non distrusse le fortificazioni di Dorileo, in quanto parte dell'accordo negoziato con il Sultano turco selgiuchide Kilij Arslan II immediatamente dopo Myriokephalon. La risposta selgiuchide a questa decisione non fu un diretto attacco contro Dorileo ma l'invio di un grande esercito per saccheggiare la ricca vallata del Meandro più a sud.
Dorileo è stata descritta dall'autore musulmano al-Harawi (m. 1215) come un luogo ricco di calde terme dalle valenze terapeutiche lungo la linea frontaliera del territorio cristiano bizantino.